# Blood, Sweat, Tears
Blood, Sweat, Tears („Blut, Schweiß, Tränen“) bzw. Blood, Toil, Tears and Sweat („Blut, Mühsal, Tränen und Schweiß“) ist der Titel einer kurzen Ansprache, die der britische Politiker und damaliger Premierminister Winston Churchill am 13. Mai 1940 während des Zweiten Weltkrieges vor dem britischen Unterhaus hielt. Bei der Rede – die neben der am 5. März 1946 in Fulton (Missouri) gehaltenen „Iron Curtain“-Rede für gewöhnlich als die berühmteste Churchill-Rede überhaupt gilt – handelt es sich um die erste Ansprache, die Churchill drei Tage nach seiner Ernennung zum Premierminister von Großbritannien vor dem Unterhaus hielt. Der Rede vorausgegangen war eine Abstimmung im Unterhaus, in der Churchill sich von den Abgeordneten des Parlamentes das Vertrauen in die Politik seiner neuen Allparteien-Koalitionsregierung aussprechen ließ, die an die Stelle der ausschließlich aus konservativen Politikern bestehenden Vorgängerregierung von Neville Chamberlain getreten war.

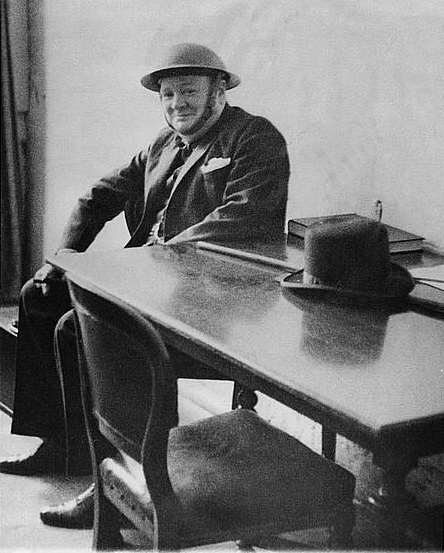
Winston Churchill mit Helm (1940)

Dies war die erste von drei berühmten Reden, die Churchill während der Schlacht um Frankreich im Spätfrühling/Frühsommer 1940 hielt: Die anderen beiden Reden sind „We Shall Fight on the Beaches“ vom 4. Juni und „This Was Their Finest Hour“ vom 18. Juni.

## Namensgebung
Die Worte Blut, Mühsal, Tränen und Schweiß wurden zuerst von Giuseppe Garibaldi am 2. Juli 1849 verwendet, als er seine revolutionären Einheiten in Rom sammelte. Theodore Roosevelt gebrauchte ebenfalls diesen Ausdruck in einer Rede an der Marinekriegsschule der USA am 2. Juni 1897. Die Rede Churchills ist nach ihrem berühmtesten Passus benannt, in dem es heißt: „Ich habe nichts zu bieten außer Blut, Mühsal, Tränen und Schweiß“ („I have nothing to offer but blood, toil, tears and sweat“), eine Wendung, die Churchill laut eigener Aussage bereits am Vormittag desselben Tages im Kreise seiner Minister gebraucht hatte und die er nun in seiner Rede erneut aufgriff.

## „Blut, Schweiß und Tränen“ versus „Blut, Mühsal, Tränen und Schweiß“
Insbesondere auch im deutschen Sprachraum hat sich die Bezeichnung „Blut, Schweiß und Tränen“ für Churchills Rede eingebürgert.
Die Gründe für die Popularisierung sind nicht völlig klar; aus sprachwissenschaftlicher Sicht wird jedoch zumeist argumentiert, dass sich eine dreistufige Aufzählung als rhetorische Figur (Trikolon) dem menschlichen Gedächtnis besser einpräge als die weniger griffige Figur des Tetrakolon (rhetorische Vierheit) und der Wegfall des vierten „Opfers“ sich aus dem instinktiven Sprachgefühl der Massen erklären ließe. Desgleichen wird vielfach darauf abgehoben, dass die Wörter „Blut, Schweiß und Tränen“ sich harmonischer aneinanderfügen würden als „Blut, Tränen und Schweiß“, dass die Verdrehung der Wortreihenfolge also gewissermaßen erfolgt sei, da die Masse der Sprecher diese Reihenfolge aufgrund der Zweisilbigkeit des Wortes Tränen intuitiv als wohlklingender empfinden würde.

## Inhalt
In seiner Rede erklärte Churchill seinen Zuhörern das Programm seiner Regierungspolitik und der bisherige Fortschritt der Regierungsbildung (,,A war cabinet has been formed of five members") sowie das Ziel, das er mit dieser verfolgen würde. Er versuchte, das Parlament auf die Härten und die Leiden des Krieges einzustimmen („We have before us many, many long months of struggle and of suffering“), indem er ihnen die Gefährlichkeit der damals bestehenden militärisch-politischen Situation für Großbritannien und seine Menschen darlegte („one of the greatest battles in history“) und an diese Feststellung die Beschwörung anknüpfte, dass zur Überwindung der drohenden Gefahren große Opfer erforderlich seien.
Ihre Wirkungskraft gewinnt Churchills Rede nicht zuletzt aus ihrer schonungslosen Ehrlichkeit gegenüber den Zuhörern: Im Gegensatz zu der Politikern häufig unterstellten Praxis, Probleme herabzuspielen und schönzureden und die innere Bequemlichkeit der Menschen auszunutzen, indem man ihnen in Aussicht stellt, möglichst viel für einen möglichst geringen Preis zu bekommen, betonte Churchill, dass große Opfer an Anstrengung (Mühsal und Schweiß) und Leiden (Tränen und Blut) erbracht werden müssten. Er kehrte sich also vom Usus, alles in „rosigen Farben“ zu schildern, ab, um eine kompromisslose Bilanz der unangenehmen und beängstigenden Realität zu ziehen, von der ausgehend eine Besserung der Zustände beabsichtigt war.
Ebenfalls äußerst bekannt sind Churchills Ausführungen zu den britischen Kriegszielen und damit zu den Gründen, die die im Titel zitierten großen Opfer erforderlich machen würden.  Diese lauteten wörtlich:

„You ask, what is our aim? I can answer in one word: Victory. Victory at all costs – Victory in spite of all terror – Victory, however long and hard the road may be, for without victory, there is no survival.“

„Sie fragen: Was ist unser Ziel? Ich kann es Ihnen in einem Wort nennen: Sieg - Sieg um jeden Preis, Sieg trotz allem Schrecken, Sieg, wie lang und beschwerlich der Weg dahin auch sein mag, denn ohne Sieg gibt es kein Weiterleben.“

Damit machte er auch gegenüber Abgeordneten, die den Beginn von Friedensverhandlungen forderten, klar, dass es unter seiner Führung keine Friedensverhandlungen geben werde.

## Nachwirkung
Die Abgeordneten im Unterhaus applaudierten, doch große Beifallsstürme blieben aus. Man kannte Churchill und seine wuchtige Art, zu reden.
Churchills Rede wird gemeinhin als eine der berühmtesten politischen Ansprachen überhaupt betrachtet. Neben Kennedys Ansprache vor dem Schöneberger Rathaus 1963 („Ich bin ein Berliner“), Hitlers Ansprache anlässlich des Kriegsausbruches am 1. September 1939 („Seit 5:45 Uhr wird jetzt zurückgeschossen“), Joseph Goebbels’ Sportpalastrede 1943 („Wollt ihr den totalen Krieg?“), Willy Brandts Regierungserklärung von 1969 („Wir wollen mehr Demokratie wagen“) und Kaiser Wilhelms Erklärung vor dem deutschen Reichstag vom August 1914 („Ich kenne keine Parteien mehr, ich kenne nur noch Deutsche“) ist „Blut, Schweiß und Tränen“ – im deutschen Sprachraum – die am nachhaltigsten und weitläufigsten im kollektiven Gedächtnis der Öffentlichkeit verhaftete Wendung aus einer politischen Ansprache.
Die Wirkungsmächtigkeit von Churchills Ansprache zeigt sich auf vielerlei Weise: So kann eine Rede, in der sich Politiker oder andere bedeutende Personen des öffentlichen Lebens an einen breiten Personenkreis wenden und diesem die Notwendigkeit der Erbringung großer Opfer in Aussicht stellen bzw. die Unvermeidlichkeit, diese Opfer erbringen zu müssen, glaubhaft zu machen versuchen, auch allgemein als eine „Blut, Schweiß und Tränen“-Rede bezeichnet werden, ohne auf Churchills Rede im Speziellen abzuheben. So wurden beispielsweise Oskar Lafontaines Wahlkampfreden von 1990, in denen er – im Gegensatz zu seinem Kontrahenten Helmut Kohl – darlegte, dass große Entbehrungen erforderlich seien, um die deutsche Einheit zu erreichen, oder die Regierungserklärung Gerhard Schröders zur Agenda 2010, in der er sagte: „Wir werden Leistungen des Staates kürzen, Eigenverantwortung fördern und Eigenleistung von jedem Einzelnen einfordern“ in den Zeitungen teils respektvoll, teils ironisch als „Blut, Schweiß und Tränen“-Reden apostrophiert.
Die Popularisierung von Churchills Rede schlägt sich des Weiteren in der häufigen Zitierung der namensgebenden Phrase insbesondere in der englischen Umgangssprache und im popkulturellen Kontext nieder: So nannte sich beispielsweise eine berühmte US-amerikanische Jazzrock-Band „Blood, Sweat & Tears“. 2016 legte die Bank of England eine £5-Note mit dem Zitat auf.